# Paracrias canadensis
Paracrias canadensis är en stekelart som beskrevs av Alex Gumovsky 2001. Paracrias canadensis ingår i släktet Paracrias och familjen finglanssteklar. Inga underarter finns listade i Catalogue of Life.